# Slukås
Slukås är en ås av sediment som bildas när sediment avlagras vid glaciärers och till exempel inlandsisens avsmältningar. Exempel på slukåsar finns huvudsakligen i fjällvärlden. En lättillgänglig slukås slingrar sig upp genom skidbacken vid Dromliften i Bydalen. Sådana finns också vid berget Omberg i Östergötland.